# TV Educadora (São Luís)
TV Educadora foi uma emissora de televisão brasileira sediada em São Luís, capital do estado Maranhão. Operava no canal 26 UHF e 25 UHF digital e era afiliada a Rede Vida. Pertencia a Fundação Dom José de Medeiros Delgado (FUNDEL), que é administrada pela Arquidiocese de São Luís e é dona também da TV Nazaré São Luís, afiliada a TV Nazaré, e da Rádio Educadora.
O transmissor da emissora fica localizado no bairro da Areinha, atrás do Tribunal de Justiça, de onde também é gerado o sinal da TV Nazaré São Luís. A emissora não tem sede própria, portanto fica localizada no mesmo endereço da Igreja da Sé, no Centro. Em 2012, a FUNDEL iniciou uma campanha de arrecadação de bens para que pudesse ser erguida a sede da TV Nazaré São Luís e da Rede Vida São Luís, ao lado da sua antena de transmissão. A emissora foi extinta em 2014.

## História
Entrou no ar março de 1998, ficando apenas 5 dias no ar, mas retornou em maio do mesmo ano, desde então com um novo transmissor potente.
Entre 2002 a 2006, teve programação local na tarde, dando cobertura sobre os eventos católicos na cidade e na região.
No final de junho de 2007, saiu do ar sem nenhuma explicação. Retornou no dia 14 de agosto, mas saiu do ar novamente dois dias depois. No dia 7 de novembro, retornou ao ar.
Em 2008, voltou com programas locais, depois de quase dois anos sem exibição. No mesmo ano, transmitiu o horário político de São Luís.
A emissora iniciou suas transmissões digitais em 9 de dezembro de 2011, sendo a quarta emissora de São Luís a iniciar suas operações no sinal digital. O transmissor e os equipamentos de geração foram comprados através de uma campanha de arrecadação de dinheiro feita pela Arquidiocese de São Luís com os fiéis da igreja.
Em agosto de 2013, a então TV Educadora retirou o seu sinal analógico do canal 26 UHF, deixando no ar apenas o sinal digital no canal 25 UHF, sendo portanto, a primeira emissora de São Luís e do Maranhão a realizar o switch-off do seu sinal analógico, mesmo que ele ainda não tenha começado oficialmente segundo o cronograma da Anatel, que obrigava todas as emissoras de TV de São Luís a desligar seu sinal analógico apenas em 1º de julho de 2018 (prazo inicial que foi mudado por conta de que algumas regiões brasileiras demoravam em aderir ao novo sistema e a crise interna que se arrasta desde 2014).
Para informar os telespectadores sobre a migração, a emissora anunciou através de boletins e também nos programas da Rádio Educadora, também pertencente a arquidiocese. Em 2014, a emissora passou apenas a retransmitir o sinal gerado pela Rede Vida, o que caracterizou sua extinção.
Apesar da retirada, em 2015, o canal analógico chegou a volta em alguns momentos, mas depois retirado em definitivo.

## Sinal digital
| Canal virtual | Canal digital | Resolução de tela | Programação                                       |
| ------------- | ------------- | ----------------- | ------------------------------------------------- |
| 26.1          | 25 UHF        | 1080i             | Programação principal da Rede Vida / TV Educadora |

No dia 9 de dezembro de 2011, a TV Educadora iniciou suas transmissões digitais, sendo a quarta emissora de São Luís a iniciar suas operações no sinal digital (antes dela, foram as TVs Mirante, Cidade e Guará), identificando apenas REDE VIDA HD.
No início, era teste com imagens em HD e com recursos como EPG e CC, depois passou a operar em HD. O transmissor e os equipamentos de geração foram comprados através de uma campanha de arrecadação de dinheiro feita pela Arquidiocese de São Luís com os fiéis da igreja.

## Ligações Externas
- «Sítio oficial»